# Test a flusso laterale

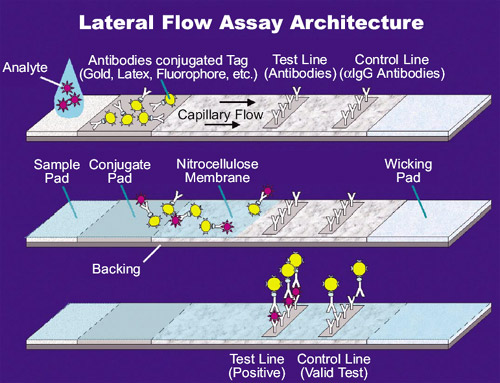
Un'illustrazione NASA di un test a flusso laterale

I test a flusso laterale (LFT), noti anche come test immunocromatografici a flusso laterale o test rapidi, sono semplici dispositivi destinati a rilevare la presenza di una sostanza target in un campione liquido senza la necessità di attrezzature specializzate e costose. Questi test sono ampiamente utilizzati nella diagnostica medica per i test a domicilio, i test al punto di cura o l'uso in laboratorio. Per esempio, il test di gravidanza a domicilio è un LFT che rileva un certo ormone. Questi test sono semplici, economici e generalmente mostrano i risultati in circa 5-30 minuti. Molte applicazioni di laboratorio aumentano la sensibilità dei semplici LFT impiegando ulteriori apparecchiature dedicate.
Gli LFT funzionano secondo gli stessi principi dei test immunosorbenti legati agli enzimi (ELISA). In sostanza, questi test fanno scorrere il campione liquido lungo la superficie di un tampone con molecole reattive che mostrano un risultato visivo positivo o negativo. I tamponi sono basati su una serie di letti capillari, come pezzi di carta porosa, polimero microstrutturato o polimero sinterizzato. Ognuno di questi tamponi ha la capacità di trasportare spontaneamente il fluido (ad esempio, urina, sangue, saliva).
Il tampone campione agisce come una spugna e trattiene un eccesso di fluido campione. Una volta imbevuto, il fluido scorre verso il secondo cuscinetto coniugato in cui il produttore ha immagazzinato particelle bioattive liofilizzate chiamate coniugati (vedi sotto) in una matrice sale-zucchero. Il pad coniugato contiene tutti i reagenti necessari per una reazione chimica ottimizzata tra la molecola bersaglio (ad esempio, un antigene) e il suo partner chimico (ad esempio, un anticorpo) che è stato immobilizzato sulla superficie della particella. Questo segna le particelle bersaglio mentre passano attraverso il pad e continuano attraverso le linee di test e di controllo. La linea del test mostra un segnale, spesso un colore come nei test di gravidanza. La linea di controllo contiene ligandi di affinità che mostrano se il campione è passato attraverso e le biomolecole nel pad coniugato sono attive. Dopo aver superato queste zone di reazione, il fluido entra nel materiale poroso finale, lo stoppino, che funge semplicemente da contenitore di rifiuti.
Gli LFT possono funzionare come saggi competitivi o a sandwich.

## Sinossi

### Particelle colorate
In linea di principio, qualsiasi particella colorata può essere usata, tuttavia il lattice (colore blu) o le particelle di dimensioni nanometriche di oro (colore rosso) sono più comunemente usate. Le particelle d'oro sono di colore rosso a causa della risonanza plasmonica di superficie localizzata. Si possono usare anche particelle fluorescenti o magnetiche etichettate, ma queste richiedono l'uso di un lettore elettronico per valutare il risultato del test.

### Saggi sandwich
Differenza tra i formati sandwich assay e competitive assay dei test a flusso laterale.
I saggi a sandwich sono generalmente utilizzati per gli analiti più grandi perché tendono ad avere più siti di legame. Quando il campione migra attraverso il test, incontra prima un coniugato, che è un anticorpo specifico per l'analita target etichettato con un tag visivo, solitamente oro colloidale. Gli anticorpi si legano all'analita target all'interno del campione e migrano insieme fino a raggiungere la linea del test. La linea del test contiene anche anticorpi immobilizzati specifici per l'analita target, che si legano alle molecole coniugate legate all'analita migrato. La linea del test presenta quindi un cambiamento visivo dovuto al tag visivo concentrato, confermando così la presenza delle molecole target. La maggior parte dei test a sandwich ha anche una linea di controllo che appare se l'analita target è presente o meno per assicurare il corretto funzionamento del tampone a flusso laterale.
Il test a sandwich, rapido e a basso costo, è comunemente usato per i test di gravidanza a domicilio che rilevano la gonadotropina corionica umana, hCG, nelle urine delle donne incinte.
Grande diffusione hanno avuto il test antigenico rapido della malaria e quello del Covid-19.

### Saggi competitivi
I saggi competitivi sono generalmente utilizzati per gli analiti più piccoli, dato che gli analiti più piccoli hanno meno siti di legame. Il campione incontra prima gli anticorpi dell'analita target etichettati con un tag visivo (particelle colorate). La linea del test contiene l'analita target fissato alla superficie. Quando l'analita target è assente dal campione, l'anticorpo non legato si legherà a queste molecole di analita fissate, il che significa che verrà visualizzato un marcatore visivo. Al contrario, quando l'analita target è presente nel campione, si lega agli anticorpi per evitare che si leghino all'analita fisso nella linea del test, e quindi non appare alcun marcatore visivo. Questo differisce dai test a sandwich in quanto nessuna banda significa che l'analita è presente.

## Test quantitativi
La maggior parte degli LFT sono destinati ad operare su una base puramente qualitativa. Tuttavia è possibile misurare l'intensità della linea del test per determinare la quantità di analita nel campione. Dispositivi diagnostici portatili noti come lettori a flusso laterale sono utilizzati da diverse aziende per fornire un risultato di analisi completamente quantitativo. Utilizzando lunghezze d'onda uniche della luce per l'illuminazione insieme alla tecnologia di rilevamento CMOS o CCD, è possibile produrre un'immagine ricca di segnali delle linee di test effettive. Utilizzando algoritmi di elaborazione dell'immagine specificamente progettati per un particolare tipo di test e un particolare mezzo, l'intensità delle linee può essere correlata alle concentrazioni degli analiti. Una di queste piattaforme di dispositivi a flusso laterale portatili è prodotta da Detekt Biomedical L.L.C.. Tecniche alternative non ottiche sono anche in grado di riportare i risultati dei saggi quantitativi. Uno di questi esempi è un test immunologico magnetico (MIA) nella forma LFT che permette anche di ottenere un risultato quantificato. Ridurre le variazioni nel pompaggio capillare del fluido campione è un altro approccio per passare da risultati qualitativi a quantitativi. Un lavoro recente ha, per esempio, dimostrato il pompaggio capillare con una velocità di flusso costante indipendente dalla viscosità del liquido e dall'energia superficiale.
I telefoni cellulari hanno dimostrato di avere un forte potenziale per la quantificazione nei saggi a flusso laterale, non solo utilizzando la fotocamera del dispositivo, ma anche il sensore di luce o l'energia fornita dalla batteria del telefono cellulare.

### Linea di controllo
Anche se non strettamente necessario, la maggior parte dei test incorporano una seconda linea che contiene un anticorpo che raccoglie il lattice libero o l'oro per confermare che il test ha funzionato correttamente.

### Estrazione del plasma sanguigno
Poiché il colore rosso intenso dell'emoglobina interferisce con la lettura dei test diagnostici colorimetrici o basati sulla rilevazione ottica, la separazione del plasma sanguigno è un primo passo comune per aumentare la precisione del test diagnostico. Il plasma può essere estratto dal sangue intero tramite filtri integrati o tramite agglutinazione.

### Velocità e semplicità
Il tempo per ottenere il risultato del test è un fattore chiave per questi prodotti. I test possono richiedere solo pochi minuti per essere sviluppati. Generalmente c'è un compromesso tra tempo e sensibilità: i test più sensibili possono richiedere più tempo per essere sviluppati. L'altro vantaggio chiave di questo formato di test rispetto ad altri test immunologici è la semplicità del test, richiedendo tipicamente poca o nessuna preparazione del campione o del reagente.

## Applicazioni
I test a flusso laterale hanno una vasta gamma di applicazioni e possono testare una varietà di campioni come urina, sangue, saliva, sudore, siero e altri fluidi. Sono attualmente utilizzati da laboratori clinici, ospedali e medici per test rapidi e accurati per specifiche molecole bersaglio ed espressione genica. Altri usi dei test a flusso laterale sono la sicurezza alimentare e ambientale e la medicina veterinaria per sostanze chimiche come malattie e tossine. Gli LFT sono anche comunemente usati per l'identificazione di malattie come l'ebola, ma l'LFT più comune è il test di gravidanza a domicilio.

### Test COVID-19
I test a flusso laterale hanno giocato un ruolo fondamentale nei test COVID-19 in quanto hanno il vantaggio di fornire un risultato in 15-30 minuti. La valutazione sistematica dei test a flusso laterale durante la pandemia di COVID-19 è stata avviata presso l'università di Oxford come parte di una collaborazione britannica con Public Health England. Uno studio iniziato nel giugno 2020 nel Regno Unito, FALCON-C19, ha confermato la sensibilità di alcuni dispositivi a flusso laterale (LFD) in questo contesto. Quattro dei 64 LFD testati avevano caratteristiche di prestazione auspicabili; il test rapido qualitativo Innova SARS-CoV-2 Antigen, in particolare, è stato sottoposto a una valutazione clinica estesa in studi sul campo ed è risultato avere una buona rilevazione/sensibilità dell'antigene virale con un'eccellente specificità, sebbene i tassi di fallimento del kit e l'impatto della formazione fossero potenziali problemi. A seguito della valutazione, il governo britannico ha deciso nel gennaio 2021 di aprire le scuole secondarie in Inghilterra, con alunni e insegnanti che effettuano quotidianamente l'LFT, parte di quella che è stata definita "Operation Moonshot". Tuttavia, il 19 gennaio 2021 l'MHRA non ha autorizzato i test giornalieri a risposta rapida come alternativa all'autoisolamento.
Gli LFT sono stati utilizzati per i test di massa per la COVID-19 a livello globale e completano altre misure di salute pubblica per la COVID-19.
Alcuni scienziati al di fuori del governo hanno espresso seri dubbi sull'uso degli LFT Innova per lo screening della COVID-19. Secondo Jon Deeks, professore di biostatistica all'università di Birmingham, in Inghilterra, il test Innova è "del tutto inadatto" per i test comunitari: "poiché il test può mancare fino alla metà dei casi, un risultato negativo del test indica un rischio ridotto di Covid, ma non esclude il Covid". In seguito alle critiche degli esperti e alla mancanza di autorizzazione da parte del regolatore, il governo britannico ha "messo in pausa" le LFT giornaliere nelle scuole inglesi a metà gennaio 2021.